# Victorina Durán

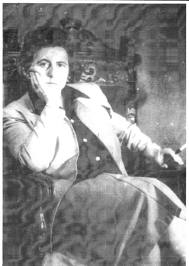
Victorina Durán

Victorina Durán Cebrián (* 12. November 1899 in Madrid; † 10. Dezember 1993 ebenda) war eine spanische Bühnen- und Kostümbildnerin, Hochschullehrerin für beides an der Real Academia de Bellas Artes de San Fernando und eine avantgardistische Malerin, die mit dem Surrealismus der 1920er und 1930er Jahre verbunden war. Während ihres zeitweiligen Exils in Argentinien wurde sie Direktorin des Teatro Colón in Buenos Aires.

## Leben
Durán wurde als Tochter von Genoveva Cebrián Fernández, einer Balletttänzerin am Teatro Real, und José Durán Lerchundi, einem Militär, in eine traditionsbewusste bildungsbürgerliche Familie hineingeboren, die Eltern waren zum Beispiel Besitzer des Abonnements mit Nr. 1 am Teatro Real. Als die Familie ihren Wunsch, Schauspielerin zu werden, ablehnte, wandte sie sich einem Kunststudium zu. Sie lernte Menschen wie Salvador Dalí, Remedios Varo, Maruja Mallo und Rosa Chacel kennen und freundete sich mit ihnen an. Sie studierte von 1917 bis 1926 an der Real Academia de Bellas Artes de San Fernando in Madrid und erhielt 1929 als erste Frau den Lehrstuhl für Kostüm- und Bühnenbildkunst.
Vorher schon war Durán eine bekannte Batikkünstlerin geworden und gehörte der spanischen Delegation bei Exposition internationale des arts décoratifs et industriels modernes in Paris 1925 an. Ein Jahr später gehörte sie zu der Gruppe von Intellektuellen und Künstlerinnen, die von María de Maeztu zur Gründung des Lyceum Club Femenino zusammengebracht wurden. Hier spielte auch das von schon 1916 gegründete Netzwerk intellektueller lesbischer Frauen Círculo Sáfico de Madrid eine Rolle.
In den 1930er Jahren löste sich Durán als Bühnenbildnerin von der „Archäologie der naturalistischen Schule“ und schuf eine innovative Mischung aus „avantgardistischem und volkstümlichem“ Design. 1935 und 1936 schrieb sie in einer Reihe von Artikeln in den Zeitungen La Voz und La Libertad unter dem generischen Titel Escenografía y costuario („Bühnenbild und Kostüme“) über ihre innovativen ästhetischen Ideen.
Sie arbeitete mit Cipriano Rivas Cherif an dessen Theaterschulprojekt Teatro Escuela de Arte und schuf Kostüme und Bühnenbilder für die Ensembles von Margarita Xirgu, Federico García Lorca und Irene López Heredia; außerdem fertigte sie Bühnenbilder und Kulissen für mehrere spanische Filme jener Zeit.
Nach dem Ausbruch des Spanischen Bürgerkriegs begleitete sie 1937 Margarita Xirgu in ihr amerikanisches Exil und ließ sich in Argentinien nieder. Sie wurde in Buenos Aires gleichzeitig künstlerische Leiterin des Teatro Colón wie des Teatro Cervantes. Nachdem sie mehrere Jahre lang präkolumbische Kostüme und Kostümzubehör studiert hatte, beschloss sie in Zusammenarbeit mit der Schriftstellerin Susana Aquino Leguizamón, mit der sie dazu zusammen die Theatertruppe La Cuarta Carabela gründete, das Stück Teatro de Indias zu konzipieren, um Poesie, Tanz und Perkussion in einem einzigen Stück zu vereinen. Nach Jahren intensiver Forschung wurde das Werk im Februar 1963 im Museo Municipal de Arte Hispano Americano in Buenos Aires uraufgeführt.
Als Malerin stellte sie unter anderem in Uruguay, Brasilien, Chile, Deutschland und Frankreich aus.
1949 unterbrach sie ihr Exil, um mit Dalí in Don Juan Tenorio unter der Regie von Luis Escobar Kirkpatrick am Centro Dramático Nacional zusammenzuarbeiten. Von da an reiste sie häufig nach Europa, insbesondere nach Paris und Madrid.
In den 1980er Jahren ließ sie sich dauerhaft wieder in der spanischen Hauptstadt nieder. Dort starb sie im Alter von 94 Jahren. 
Ihre Grabinschrift soll lauten: No sé si habré dejado de amar por haber muerto o habré muerto por haber dejado de amar („Ich weiß nicht, ob ich aufgehört habe zu lieben, weil ich gestorben bin, oder ob ich gestorben bin, weil ich aufgehört habe zu lieben“).
In ihren Memoiren drückte sie ihre apasionada militancia en el lesbianismo en el contexto de una España rancia e intolerante, ihre „militante Leidenschaft für den Lesbianismus unter den Bedingungen eines überholten und intoleranten Spaniens“, aus.

## Nachleben
Leben und Werk von Victorina Durán waren Gegenstand von Studien.
Im Juli 2018 brachten der Verein Herstóricas. Historia, Mujeres y Género und das Kollektiv Autoras de Cómic im Rahmen eines Kultur- und Bildungsprojekts, um den historischen Beitrag von Frauen in der Gesellschaft sichtbar zu machen und über ihre Nichtbeachtung zu reflektieren, ein Kartenspiel heraus, in dem eine der Karten Durán gewidmet ist.
Im Jahr 2019 war ihr Werk Teil der Ausstellung Dibujantas, pioneras de la Ilustración im Museo ABC in Madrid.
Im Februar 2020 wurde die Theaterproduktion Elena Fortún von María Folguera im Centro Dramático Nacional aufgeführt, in der Victorina Durán als Nebenfigur in Szenen im Lyceum Club auftritt, die Schlüsselmomente in der Entwicklung der Schriftstellerin Elena Fortún zur Autorin sind.